# Виаль, Беатрис
Беатрис Виаль (фр. Béatrice Vialle, родилась 4 августа 1961 года в Бурже) — французская лётчица гражданской авиации, одна из двух женщин, когда-либо пилотировавших сверхзвуковой лайнер «Конкорд» и первая в истории Франции женщина, пилотировавшая сверхзвуковой транспортный самолёт.

## Биография
Беатрис окончила Национальную школу гражданской авиации в 1981 году, получив квалификацию пилота транспортного самолёта. Первый полёт совершила за штурвалом самолёта Robin HR 100 Tiara. Начинала карьеру в авиакомпании Air Littoral, получив в июне 1984 года лицензию пилота 1-го класса Сент-Ян, управляя самолётом Embraer EMB 110 Bandeirante. В 1985 году перешла в Air France, управляла самолётами Airbus A320 и Boeing 747. 24 июля 2000 года получила квалификацию пилота «Конкорда».
На следующий день после получения Беатрис квалификации под Парижем разбился загоревшийся «Конкорд». Поэтому только 19 ноября 2001 года Беатрис совершила свой первый перелёт за штурвалом «Конкорда», став первой и единственной француженкой, получившей право официально пилотировать этот самолёт — кроме неё, коммерческие рейсы осуществляла британка Барбара Хармер; ещё одна француженка, Жаклин Ориоль, выполняла тестовые полёты. 31 мая 2003 года Беатрис совершила свой последний перелёт за штурвалом «Конкорда», выполнив рейс AF 4332. Всего на её счету было 45 сверхзвуковых перелётов по маршруту Париж — Нью-Йорк и ещё три других полёта над Атлантикой. После вывода «Конкордов» из эксплуатации Беатрис продолжила работу уже как пилот Boeing 747-400.